# Ти Фанни Ворлд
Ти Фанни Ворлд — российская компания по производству, транспортировке и реализации фирменной продукции Tea Funny. Наименование компании происходит от английских слов (от англ. tea — чай, funny — весёлый, забавный, world — мир).
Основные виды деятельности компании — франчайзинг сети TEA FUNNY, направление для сетей кинотеатров, автозаправочных станций, ресторанов быстрого обслуживания Tea Funny TO GO, интернет-магазин.
Франшиза сети кафе Tea Funny — самая выгодная франшиза индустрии быстрого питания России (2015 год, по данным журнала Forbes). В 2014 году франшиза Tea Funny заняла 9 место, в 2015 году заняла второе место в списке самых выгодных франшиз России] (2014 и 2015 гг., по данным журнала Forbes).
Торговая марка «Tea Funny» — первый российский бренд безалкогольных напитков на основе свежезаваренного чая, чайного концентрата Tea Funny, фруктовых сиропов и фирменных топпингов.
Головной офис «Ти Фанни Ворлд» находится в Москве, в Волконском переулке. Также у компании имеется представительство Сибири и Дальнего Востока в г. Новосибирске, представительство в Республике Беларусь в г. Минске, представительство в Казахстане в г. Караганде, представительство на о. Тайвань в г. Тайбэй.

## История

### Основание компании
Компания «Ти Фанни Ворлд» и бренд Tea Funny были основаны Леонидом Шляховером и Дмитрием Фельдманом в ноябре 2011 года. Основатели компании решили запустить бизнес по продаже модных напитков с топпингами. Компания начала мониторинг международного рынка оборудования, ингредиентов и расходных материалов. В 2011 году был заключен договор на поставку первого контейнера в Россию.

### 2012 год
В апреле 2012 года было открыто первое кафе Tea Funny. Осенью 2012 года была разработана программа презентации чая ТИ ФАННИ, которую компания представила на выставке World Food Moscow.
Чай ТИ ФАННИ на выставке вызвал большой ажиотаж и у бизнесменов, и у потребителей. Новый продукт и новый формат кафе привлекли внимание франчайзи возраста 30-35 лет: самостоятельных, молодых, готовых работать на перспективу. Продукт запоминался сразу и очень нравился. И в течение двух месяцев компания открыла первые 10 кафе Tea Funny.
Учредители компании специально для потенциальных партнеров, которые изыскивают дополнительные финансовые средства на открытие бизнеса, заключили соглашение с Росбанком. Известный банк с 2012 года выдает кредит на открытие бизнеса Tea Funny. Запуск совместной кредитной программы Росбанка и компании «Ти Фанни Ворлд» «Успешный старт» на открытие бизнеса по франшизе Tea Funny состоялся 11 декабря 2012 г. и широко освещался российскими средствами массовой информации.
В сентябре 2012 года компания поручила Ermolaev Bureau разработку нового фирменного стиля бренда. В декабре 2012 года открылась первая точка в новом красно-белом дизайне Tea Funny.

### 2013 год
В 2013 году новый брендинг Tea Funny был отмечен международными дизайнерскими премиями: Премия престижного европейского конкурса «Лучший европейский дизайн» в номинации «Внедрение бренда» и Вторая международная премия Red Dot Design Award в номинации «Дизайн и индивидуальность бренда».
В 2013 году учредители расширили ассортимент кафе Tea Funny введением наиболее востребованных напитков на основе кофе, свежевыжатых соков и десертов. Уникальность меню Tea Funny сохранялась и в новинках меню: все напитки и десерты подавались с фирменными топпингами.
Летом 2013 года компания завершила разработку Стандартов кафе Tea Funny. Двухтомная работа, содержащая нормативные акты, инструкции по работе кафе, информацию о подготовке к открытию, ведению деятельности, маркетинговым активностям и другим инструкциям для профессиональной работы кафе, была представлена 3 октября 2013 года на Первой партнерской конференции компании «Ти Фанни Ворлд». В рамках конференции прошла презентация эксклюзивного горячего меню, пользующегося большим спросом и сегодня, а также презентация и последующий выпуск первой сувенирной продукции бренда Tea Funny для реализации на торговых точках.

### 2014 год
В 2013—2014 гг. компания наращивала штат специалистов, продвигала бренд на российском рынке, принимая участия в международных выставках, городских мероприятиях, событиях с участием звезд российского шоу-бизнеса, осуществляла СЕО- и информационное продвижение в сети Интернет, вела работу со СМИ. Достижения компании были отмечены самым известным бизнес изданием — журналом Forbes. 20 июня 2014 г. и 26 июня 2015 г. франшиза Tea Funny заняла 9 место из 740 в рейтинге Forbes, а спустя год — вторую строчку рейтинга Forbes]. Журнал Forbes опубликовал интервью с учредителем компании «Ти Фанни Ворлд» Леонидом Шляховером, подробно остановившись на преимуществах бренда Tea Funny.
12 ноября 2014 г. компания стала действительным членом Ассоциации Франчайзинга Российской Федерации. Информация о компании «Ти Фанни Ворлд» распространяется через все источники информации РАФ.
Число кафе Tea Funny в России увеличивалось ежемесячно. Для обеспечения партнеров «Ти Фанни Ворлд» высококачественными ингредиентами, оборудованием и расходными материалами 8 декабря 2014 г. компания открыла собственное производство и Представительство на о. Тайвань в г. Тайбэй. Сегодня компания полностью обеспечивает фирменной продукцией Tea Funny и собственных, и сторонних контрагентов.
В конце 2014 года в разгар кризиса учредители компании запустили специальный антикризисный проект Tea Funny TO GO, который позволяет устанавливать модные напитки ТИ ФАННИ в условиях ограниченного пространства, например, в кинотеатрах, на заправках, в ресторанах быстрого питания. Направление получило широкий отклик. По состоянию на 1 сентября 2015 г. день работает 145 торговых точек по направлению Tea Funny TO GO.

### 2015 год
Еще в 2012 году франшизой молодого российского бренда заинтересовались в крупнейших регионах России и странах СНГ. Компания «Ти Фанни Ворлд» разработала эксклюзивное предложение для представительств, и по состоянию на 2015 год открыты Представительства в Сибирском и Дальневосточном регионе, Казахстане, Беларуси, на о. Тайвань.
Компания осуществляет розничные продажи своих товаров через интернет-магазин, а также поставку готовых напитков ТИ ФАННИ.
В начале 2015 года компания «Ти Фанни Ворлд» запустила в российских кинотеатрах рекламную кампанию бренда Tea Funny: «АМФРЮ! TEA FUNNY». Реклама была направлена на привлечение аудитории, которая ведет активный образ жизни.
На протяжении всего периода работы компания уделяет большое внимание маркетинговым активностям торговых точек, разрабатывая маркетинговые программы, акции, конкурсы, флешмобы, видео- и аудиоролики, фотосессии фирменных напитков и десертов. Ведется активная деятельность по вовлечению звезд российского шоу-бизнеса. Так, узнав о напитке Tea Funny в 2013 году, российский певец Влад Соколовский в этом году открыл собственное кафе Tea Funny. Напитки ТИ ФАННИ заказывают на корпоративные мероприятия крупнейшие предприятия России.
16 июня 2015 года Леонид Шляховер выступил инициатором рефреша торговых точек Tea Funny. В фирменный стиль компании были включены элементы натурального дерева, зелени и имиджевые макеты, визуализирующие свежесть и натуральность продукта. Фирменные кафе Tea Funny уже готовятся к открытию в обновленном варианте.
Сегодня открыто 238 торговых точек Tea Funny. Специалисты компании разрабатывают новые линейки напитков и десертов Tea Funny. Компания ведет активную работу по выходу на международный рынок.
В 2015 году получены международный и российский патенты на холодный чай ТИ ФАННИ. Фирменный напиток ТИ ФАННИ готовится на всех торговых точках бренда.

## Акционеры и руководство
Совет директоров компании включает 11 членов (включая председателя). Председателем Совета директоров с 2013 года является Леонид Шляховер.

### Награды
- 2 место рейтинга самых выгодных франшиз России по версии журнала Forbes 2015—2016[12]
- 9 место рейтинга самых выгодных франшиз России по версии журнала Forbes 2014[13]
- Премия европейского конкурса «Лучший европейский дизайн» European Design Awards в номинации «Внедрение бренда»-2013[14]
- Вторая международная премия Red Dot Design Award в номинации «Дизайн и индивидуальность бренда»-2013[15]
- Действительный член Ассоциации Франчайзинга Российской Федерации[16]